# 巴西足球协会
巴西足球协会（葡萄牙语：Confederação Brasileira de Futebol，CBF），为巴西足球的管理机构。巴西足协成立于1914年6月8日。巴西足球协会负责管理巴西全国足球联赛的各个级别，包含甲级联赛、乙级联赛、丙级联赛、丁级联赛，以及巴西杯足球赛。巴西足协也负责管理巴西国家足球队与巴西国家女子足球队。

## 历任足协主席
- 1. Álvaro Zamith，1915-1916
- 17. 里卡多·特谢拉，1989-2012

## 外部連結
- 官方網站 （页面存档备份，存于） (葡萄牙語和英語)
- 巴西 （页面存档备份，存于） FIFA 網站